# Reifberg (Naturschutzgebiet)
Das Naturschutzgebiet Reifberg liegt im Ilm-Kreis in Thüringen. Das Naturschutzgebiet liegt im Thüringer Wald.

## Lage und Geologie
Das Naturschutzgebiet Reifberg liegt südwestlich von Stützerbach. Es ist eines der wenigen Bergmischwaldgebiete in der Kammlage des Thüringer Waldes. Die Fläche ist wenige Grad nach Osten bzw. Südosten geneigt. Die Braunerde-Böden aus sandigem bis steinigem Lehm besitzen eine gute Wasserspeicherfähigkeit. Unter der Braunerde ist eine anderthalb Meter mächtige Schicht aus Glimmerporphyrit.

## Arten
Die Fläche des Schutzgebiets Reifberg ist mit einem hochmontanen Mischwald bedeckt, der sich hauptsächlich aus Fichten, Buchen und Wollreitgras zusammensetzt. Zudem befinden sich im Gebiet Restvorkommen der Weiß-Tanne, deren Bestände durch Frostschäden zurückgingen. Daneben gehören zu den häufigeren Bäumen Bergahorn und Eberesche. Die Pflanzengesellschaft setzt sich des Weiteren auch aus Europäischem Siebenstern, Rippenfarn, Bergfarn, Quirlweißwurz und Purpurhasenlattich zusammen.
Zu den nachgewiesenen Vögeln im Naturschutzgebiet Reifberg gehören Misteldrossel, Schwarzspecht, Zaunkönig, Haubenmeise, Waldlaubsänger und Sumpfmeise.

## Bedeutung
Das rund 14,9 ha große Gebiet mit der Kennung 114 wurde im Jahr 1961 unter Naturschutz gestellt. Im Jahr 1999 wurde das Gebiet mit der Änderung der Biosphärenreservatsverordnung Vessertal in die Pflegezone des Biosphärenreservates Vessertal integriert.
Das Gebiet ist zusätzlich als Europäisches Vogelschutzgebiet (SPA) Nr. 5430-401 ausgewiesen.